# 邁立開南鰍
邁立開南鰍（學名：Schistura wanlainensis）為輻鰭魚綱鯉形目條鰍科南鰍屬的其中一種。分布於亞洲緬甸邁立開江的支流流域，本魚體延長，口下位，嘴唇厚，上下唇中央有皺褶，體色為淡黃色至淡灰色組成，體側具有18-32條狹窄、規則形狀的黑條紋，從背中線延伸並向下延伸至胸鰭以下，尾鰭基部有黑色斑紋，在其背側和腹側末端有一個較小的斑點，體長可達9.2公分，棲息在河川底層水域，生活習性不明。

## 扩展阅读
維基物種上的相關：邁立開南鰍